# Johannes von Lüpke
Johannes von Lüpke (* 13. Mai 1951 in Verden) ist Professor für Systematische Theologie und war von 1995 bis 2017 Inhaber des diesbezüglichen Lehrstuhls an der Kirchlichen Hochschule Wuppertal/Bethel mit Sitz in Wuppertal, deren Rektor er zwischen 2012 und 2013 war.

## Leben
Von Lüpke studierte nach dem Abitur in Celle von 1970 bis 1977 Evangelische Theologie in Münster (Westfalen), Tübingen und Bochum. Er wurde 1986 an der Eberhard Karls Universität Tübingen promoviert und 1993 an derselben Stätte habilitiert. Am 23. Februar 2017 wurde er verabschiedet.

## Forschungsschwerpunkte
Von Lüpke erforscht als ausgewiesen lutherisch-reformatorischer Systematiker und Schüler Oswald Bayers theologische Konzepte im Zeitalter der Aufklärung, insbesondere Gotthold Ephraim Lessing und Johann Georg Hamann, und des 19. und 20. Jahrhunderts, vor allem Søren Kierkegaard und Friedrich Nietzsche.

## Mitarbeit in Institutionen
Von Lüpke leitet das Internationale Hamann-Kolloquium. Er ist Mitarbeiter im Ständigen Theologischen Ausschuss der Evangelischen Kirche im Rheinland.

## Bibliografie (Auswahl)
- Wege der Weisheit. Studien zu Lessings Theologiekritik (= Göttinger Theologische Arbeiten, Bd. 41), Göttingen 1989.
- Anvertraute Schöpfung. Biblisch-theologische Gedanken zum Thema „Bewahrung der Schöpfung“ (= Vorlagen. Neue Folge 16), Hannover 1992.
- Menschlich und göttlich zugleich. Johann Georg Hamanns Beiträge zu einer theologischen Lehre vom Menschen im Gespräch mit Goethe und Nietzsche, Habilitationsschrift (masch.) Tübingen 1992.
- Gottesgedanke Mensch. Anthropologie in theologischer Perspektive. Evangelische Verlagsanstalt, Leipzig 2018, ISBN 978-3-374-04908-0.
- Wahrheit im Dialog. Biblisch-theologische Impulse für das interreligiöse Gespräch. Calwer Verlag, Stuttgart 2020, ISBN 978-3-7668-4526-9.
- Gedächtnis der Kirche. Theologie in kirchlicher Verantwortung. Evangelische Verlagsanstalt, Leipzig 2020, ISBN 978-3-374-06674-2.

Festschrift
- David Kannemann/Volker Stümke (Hrsg.): Wort und Weisheit. Festschrift für Johannes von Lüpke zum 65. Geburtstag. Evangelische Verlagsanstalt, Leipzig 2016, ISBN 978-3-374-04520-4.